# Oskar Kreibich
Oskar Kreibich, né le 17 juillet 1916 à Seifersdorf en royaume de Bohême et mort le 20 février 1984 à Backnang (Allemagne), est un artiste peintre, graphiste et sculpteur allemand.